# Список армянских храмов в Иране

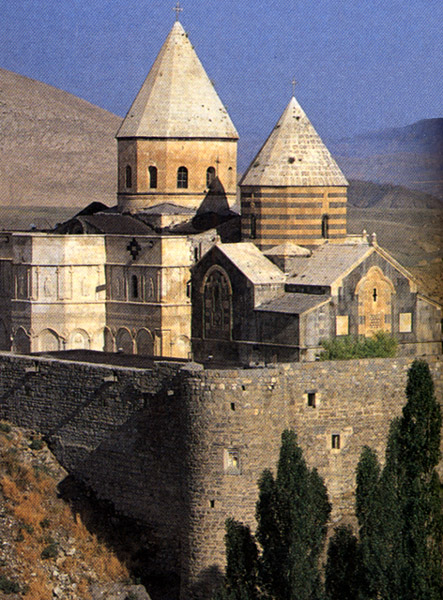
Монастырь Св. Тадевоса

- Атрпатаканская епархия Армянской Апостольской Церкви, Тавриз
- Церковь Святой Богородицы, Дарашамб.
- Монастырь Святого Степаноса
- Монастырь Св. Тадевоса, остан Западный Азербайджан.
- Церковь Св. Стефана Превозванного, остан Западный Азербайджан.
- Церковь Пресв. Богородицы, Новая Джульфа, Исфахан.
- Церковь Ванк, Исфахан.
- Церковь Св. Вифлеема, Новая Джульфа, Исфахан.
- Церковь Всеспасителя, Новая Джульфа, Исфахан.
- Церковь Св. Георгия, Новая Джульфа, Исфахан.
- Церковь Св. Григория Просветителя, Новая Джульфа, Исфахан.
- Церковь Св. Екатерины, Новая Джульфа, Исфахан.
- Церковь Св. Иоанна Крестителя, Новая Джульфа, Исфахан.
- Церковь Св. Йакова, Новая Джульфа, Исфахан.
- Церковь Св. Минаса, Новая Джульфа, Исфахан.
- Церковь Св. Нерсеса, Новая Джульфа, Исфахан.
- Церковь Св. Николая Айрапета, Новая Джульфа, Исфахан.
- Церковь Св. Стефана, Новая Джульфа, Исфахан.
- Церковь Св. Саркиса, Тебриз.
- Кафедральный собор Св. Саркиса, Тегеран.
- Церковь Свв. Вардананц, Тегеран.
- Церковь Св. Григория Просветителя, Тегеран.
- Церковь Св. Марии, Тегеран.
- Церковь Свв. Переводчиков, Тегеран.
- Церковь Свв. Фаддея и Бартоломея, Тегеран.
- Церковь Св. Стефана, Тегеран.
- Храм Святого Иоанна (Сорол)
- Монастырь Дзордзор, Маку
- Пастырь[англ.]
- Хафтван[англ.]
- Сурб Саргис[англ.]
- Сурб Хач[англ.]
- Тавриз[англ.]
- Сурб Саргис (Тавриз)[англ.]
- Мариам Нане[арм.]
- Мужумбар[англ.]
- Марага[арм.]
- Сарнак[англ.]
- Нор-Джуга (Стефан[англ.]
- Иоанн[англ.]
- Сурб Геворг[англ.]
- Николай[англ.]
- Иаков[англ.]
- Исфахан[англ.]
- Геворг[англ.]
- Екатерина[англ.]
- Вифлеем[англ.]
- Сурб Саргис[англ.]
- Минас[англ.]
- Нерсес[англ.])
- Шираз[нем.]
- Тадеос-Варфоломей[англ.]
- Тегеран[англ.]